# Antianeira (Tochter des Menetos)
Antianeira (altgriechisch Ἀντιάνειρα Antiáneira) ist in der griechischen Mythologie die sterbliche Tochter des Menetos.
Sie gebar dem Hermes die Argonauten Echion und Eurytos.